# Międzybłoniak
Międzybłoniak (łac. mesothelioma) – nowotwór złośliwy wywodzący się z komórek pokrywających błony surowicze – opłucną, osierdzie i otrzewną. Najczęstszą lokalizacją jest opłucna. Do głównych czynników ryzyka jego powstawania zalicza się narażenie na azbest oraz zakażenie wirusem SV40. Rokowanie jest złe.

## Klasyfikacja ICD10
| kod ICD10     | nazwa choroby                     |
| ------------- | --------------------------------- |
| ICD-10: C45   | Międzybłoniak                     |
| ICD-10: C45.0 | międzybłoniak opłucnej            |
| ICD-10: C45.1 | międzybłoniak otrzewnej           |
| ICD-10: C45.2 | międzybłoniak osierdzia           |
| ICD-10: C45.7 | międzybłoniak innych umiejscowień |
| ICD-10: C45.9 | międzybłoniak nieokreślony        |